# District de Louisiane
1804–1805
Entités précédentes :
- Vente de la Louisiane

Entités suivantes :
- Territoire de Louisiane

District de Louisiane (en anglais : District of Louisiana ou Louisiana District) fut le nom officiel donné par le gouvernement des États-Unis à la partie de la Louisiane située au nord du 33e parallèle, c'est-à-dire au-delà du territoire d'Orléans, du 10 mars 1804 au 4 juillet 1805, date à laquelle cette zone fut incorporée (en) en tant que territoire de Louisiane.
La région se trouvant au septentrion de l'Arkansas actuel était communément appelée Haute-Louisiane.
Le district de Louisiane exista sous deux formes : d'abord, un district militaire, administré par le gouvernement fédéral (10 mars 1804-30 septembre 1804) ; ensuite, un territoire organisé, sous la juridiction du territoire de l'Indiana (1er octobre 1804-4 juillet 1805).
Auparavant, une entité déjà nommée ainsi (« district de Louisiane ») avait été une division administrative coloniale espagnole puis française.

## District militaire de Louisiane (1804)
Dans la loi promulguée le 31 octobre 1803, le Congrès a prévu un gouvernement temporaire du territoire acheté à la France. Le Président a autorisé à utiliser des forces militaires pour maintenir l'ordre, mais le gouvernement civil local devait rester comme il l'avait fait sous les régimes espagnol puis français. Cette règle militaire était en vigueur du 10 mars 1804 — date officielle du transfert des Français (journée des trois drapeaux) — jusqu'au 30 septembre 1804. À cette époque, le district était divisé en cinq divisions administratives : 
- New Madrid ;
- Cap Girardeau ;
- Sainte-Geneviève ;
- Saint-Charles ;
- Saint-Louis.

Amos Stoddard a servi pendant ce temps comme commandant de district.

## District civil de Louisiane (1804-1805)
Le 26 mars 1804, le Congrès a promulgué une loi, entrée en vigueur à compter du 1er octobre 1804, qui a étendu le pouvoir du gouverneur et des juges du territoire de l'Indiana d'avoir une juridiction temporaire sur le district de Louisiane. Plus tard dans l'année, le gouverneur territorial de l'Indiana, William Henry Harrison, et les juges territoriaux Davis, Griffin et Vandenberg, ont tenu une audience dans la capitale du district de Saint-Louis et adopté des lois pour la région. Le 4 juillet 1805, le district de Louisiane a été rebaptisé territoire de Louisiane (1805-1812), lorsqu'il acquis son propre gouvernement territorial, modelé sur celui de l'Indiana.

## Préoccupations des habitants
Aux termes de la loi instituant le gouvernement provisoire, le gouverneur et les juges du territoire de l'Indiana devaient se réunir deux fois par an à Saint-Louis. Cependant, les colons à l’ouest du Mississippi se sont plaints de cet arrangement. L'opposition s'est signalée par : 
- des protestations de politiques ne reconnaissant pas les précédentes concessions de terres espagnoles (y compris les biens appartenant à Daniel Boone) ;
- des objections aux expulsions des colons des terres en prévision de zones à donner aux Amérindiens — qui devaient être relocalisés à l'ouest du fleuve Mississippi ;
- la désapprobation de l'application du common law (droit commun) alors que la terre était auparavant régie par le droit civil ;
- les arguments sur l'introduction de nouvelles taxes ;
- l'insatisfaction face au manque de dispositions pour la scolarisation de la majorité francophone ;
- un débat animé sur la crainte que les dispositions de l'Ordonnance du Nord-Ouest interdisant l'esclavagisme soient appliquées dans les régions où l'esclavage a toujours été autorisé ;
- l'insatisfaction que la capitale territoriale de l'Indiana, Vincennes, soit à plus de 180 miles de Saint-Louis, la capitale du district.

Des citoyens du district de Louisiane se sont réunis à Saint-Louis en septembre 1804 pour signer une déclaration protestant officiellement contre l'annexion. Auguste Chouteau faisait partie des signataires.
Un événement notable au cours de cette période a été la signature du traité de Saint-Louis, par lequel les tribus sauk et mesquakie ont dû céder aux États-Unis le nord-est du Missouri, le nord de l'Illinois et le sud du Wisconsin (le ressentiment suscité par ce traité amènera les tribus à se ranger du côté des Britanniques pendant la guerre de 1812 lors de raids le long des rivières Missouri, Ohio et Mississippi et déclenchera la guerre de Black Hawk en 1832).
Le 3 mars 1805, le Congrès a promulgué une loi organisant le district de Louisiane en territoire de Louisiane à compter du 4 juillet 1805. Le gouvernement territorial était organisé de la même manière que celui du territoire de l'Indiana.